# Marshall Bell
Archibald Marshall Bell (28 de septiembre de 1942 en Tulsa, Oklahoma) es un actor estadounidense de cine y televisión, reconocido por sus papeles en producciones como A Nightmare on Elm Street 2: Freddy's Revenge (1985), Stand by Me (1986), Twins (1988), Total Recall (1990) y Airheads (1994).

## Filmografía

### Cine y televisión
| Año  | Título                                        | Personaje               |
| ---- | --------------------------------------------- | ----------------------- |
| 1984 | Birdy                                         | Ronsky                  |
| 1985 | chamelita Minutes in Heaven                   | Gerry Jones             |
| 1985 | A Nightmare on Elm Street 2: Freddy's Revenge | Entrenador Schneider    |
| 1986 | Stand by Me                                   | Sr. Lachance            |
| 1986 | Manhunter                                     | Policía de Atlanta      |
| 1987 | No Way Out                                    | Contra #1               |
| 1987 | Cherry 2000                                   | Bill                    |
| 1988 | Tucker: The Man and His Dream                 | Frank                   |
| 1988 | Johnny Be Good                                | Jefe Elkans             |
| 1988 | Wildfire                                      | Lewis                   |
| 1988 | Twins                                         | Webster                 |
| 1990 | Total Recall                                  | George/Kuato            |
| 1990 | Dick Tracy                                    | Policía                 |
| 1990 | Air America                                   | Q.V.                    |
| 1992 | The Vagrant                                   | Vagabundo               |
| 1992 | Diggstown                                     | Bates                   |
| 1992 | Innocent Blood                                | March                   |
| 1993 | Undercover Blues                              | Sykes                   |
| 1994 | The Chase                                     | Ari Josephson           |
| 1994 | Airheads                                      | Carl Mace               |
| 1994 | Natural Born Killers                          | Diputado                |
| 1994 | The Puppet Masters                            | General Morgan          |
| 1995 | Payback                                       | Tom "Gully" Gullerman   |
| 1995 | Operation Dumbo Drop                          | Coronel Pederson        |
| 1997 | Starship Troopers                             | General Owen            |
| 1999 | Virus                                         | J.W. Woods, Jr.         |
| 2000 | Sand                                          | Gus                     |
| 2002 | Serving Sara                                  | Warren Cebron           |
| 2003 | Identity                                      | Fiscal de distrito      |
| 2004 | Dandelion                                     | Bobby                   |
| 2005 | Capote                                        | Alcaide Marshall Krutch |
| 2006 | Rescue Dawn                                   | Almirante Berrington    |
| 2006 | The Final Season                              | Harvey Makepeace        |
| 2007 | Nancy Drew                                    | John Leshing            |
| 2008 | Hamlet 2                                      | Rocker                  |
| 2011 | Puncture                                      | Jeffrey Dancort         |
| 2011 | The Rum Diary                                 | Donovan                 |
| 2013 | The Bling Ring                                | Policía                 |
| 2016 | Rules Don't Apply                             | Coronel Maxwell         |